# Municipio de Holland (Iowa)
El municipio de Holland (en inglés: Holland Township) es un municipio ubicado en el condado de Sioux en el estado estadounidense de Iowa. En el año 2010 tenía una población de 6024 habitantes y una densidad poblacional de 64,68 personas por km².

## Geografía
El municipio de Holland se encuentra ubicado en las coordenadas 43°2′2″N 96°2′19″O / 43.03389, -96.03861. Según la Oficina del Censo de los Estados Unidos, el municipio tiene una superficie total de 93.14 km², de la cual 93.12 km² corresponden a tierra firme y (0.02%) 0.02 km² es agua.

## Demografía
Según el censo de 2010, había 6024 personas residiendo en el municipio de Holland. La densidad de población era de 64,68 hab./km². De los 6024 habitantes, el municipio de Holland estaba compuesto por el 94.04% blancos, el 0.6% eran afroamericanos, el 0.3% eran amerindios, el 1.2% eran asiáticos, el 0.03% eran isleños del Pacífico, el 2.76% eran de otras razas y el 1.08% pertenecían a dos o más razas. Del total de la población el 6.42% eran hispanos o latinos de cualquier raza.